# Franz Zehetgruber
Franz Zehetgruber (* 29. Mai 1882 in Steinakirchen am Forst, Niederösterreich; † 16. Dezember 1970 in Purgstall an der Erlauf, Niederösterreich) war ein österreichischer Politiker der Christlichsozialen Partei (CSP).

## Ausbildung und Beruf
Nach dem Besuch der Volks- und Berufsschule lernte er den Beruf des Schneiders. Er wurde Schneidermeister und Kommerzialrat.

## Politische Funktionen
- 1918–1929: Mitglied des Gemeinderates von Purgstall an der Erlauf
- 1934–1938: Zunftmeister der Kleidermacherinnung von Niederösterreich
- 1934–1938 und 1945–1957: Bürgermeister von Purgstall an der Erlauf
- 1945–1957: Landesinnungsmeister der Kleidermacher Niederösterreichs
- 1946–1966: Bezirksstellenobmann der Handelskammer Scheibbs

## Politische Mandate
- 20. November 1923 bis 18. Mai 1927: Abgeordneter zum Nationalrat (II. Gesetzgebungsperiode), CSP